# انتونووو
انتونووو (به لهستانی:  Antonowo) یک روستا در لهستان است که در گمینا گیژتسکو واقع شده‌است.